# 直條四鬚魮
直條四鬚魮（学名：Barbodes strigatus）为輻鰭魚綱鯉形目鲤科四须鲃属的其中一種，分布於亞洲婆羅洲北部，棲息在中底層水域，體長可達16.8公分。